# أنيتا وارد
أنيتا وارد (بالإنجليزية: Anita Ward) (و. 1957  م) هي مغنية أمريكية، ولدت في ممفيس، تينيسي، بدأت مشوارها المهني سنة 1979.

## التعليم
تعلمت في Rust College ‏.

## وصلات خارجية
- أنيتا وارد على موقع IMDb (الإنجليزية)
- أنيتا وارد على موقع ميوزك برينز (الإنجليزية)
- أنيتا وارد على موقع أول ميوزيك (الإنجليزية)
- أنيتا وارد على موقع ديسكوغز (الإنجليزية)
- أنيتا وارد في قاعدة بيانات الأفلام على الإنترنت